# Las Vegas del Tuy (paroisse civile)
Pour les articles homonymes, voir Las Vegas del Tuy et Las Vegas.
Las Vegas del Tuy est l'une des trois paroisses civiles de la municipalité d'Unión dans l'État de Falcón au Venezuela. Sa capitale est Las Vegas del Tuy.

## Géographie

### Démographie
Hormis sa capitale Las Vegas del Tuy, la paroisse civile comporte plusieurs localités dont :
- El Cristalino
- Las Vegas del Tuy
- Monterrey
- Samaria Abajo
- Tapatapa
  - Tapatapa Arriba
- Taparito